# Ciriaco av Ancona
Ciriaco av Ancona även kallad Cyriacus av Ancona (italienska: Ciriaco d'Ancona Eller Ciriaco Pizzecolli), född 31 juli 1391 i Ancona, död 1452 i Cremona, var en arkeolog, humanist, och epigraphist Italiensk resenär. 
Cyriaco anses vara fadern till arkeologi (även av hans samtida): antiquitatis pater; han har återupptäckt Delfi, Parthenon, Apollonia (Albanien).

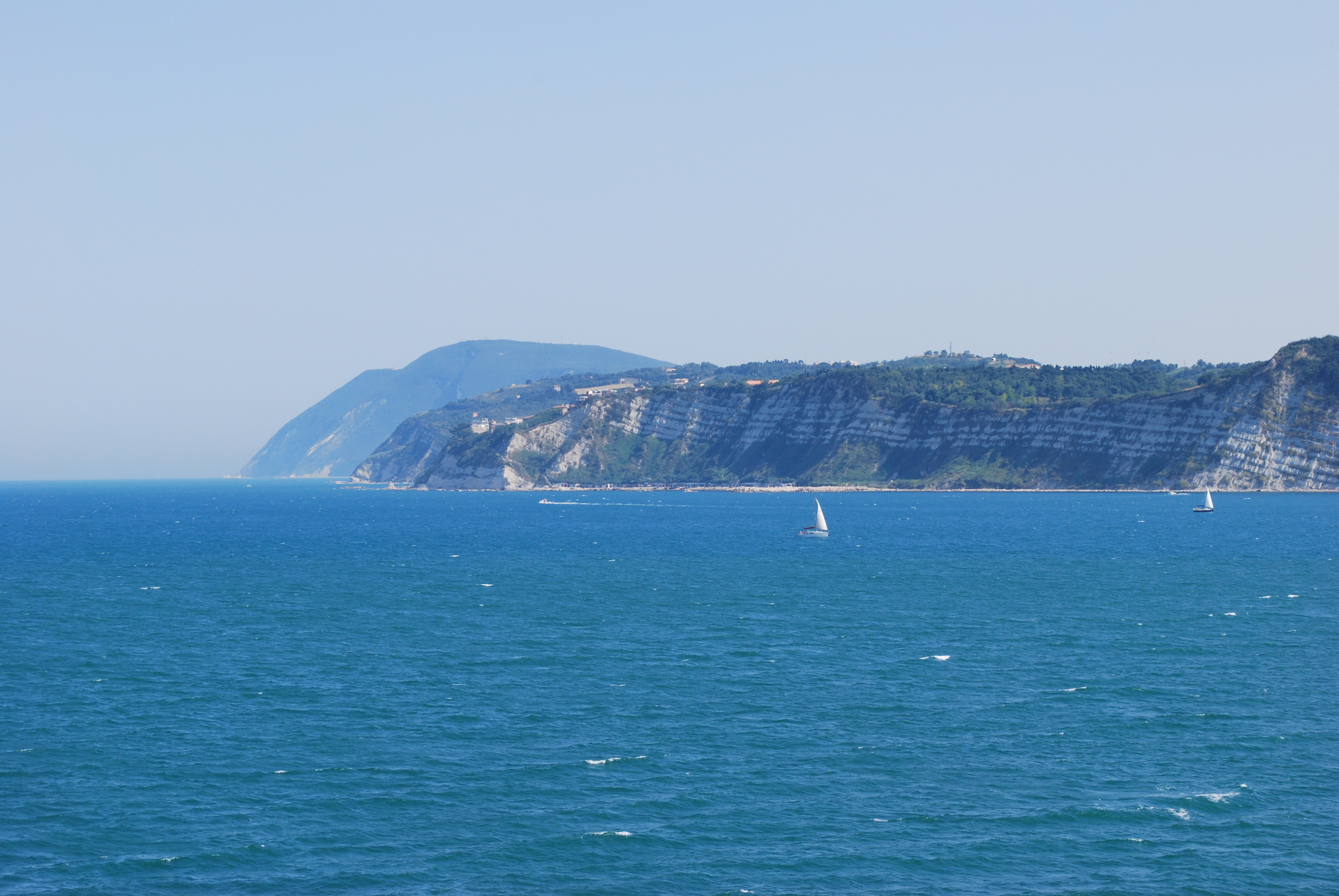
Panorama över Ancona, på ett fartyg på väg till Grekland
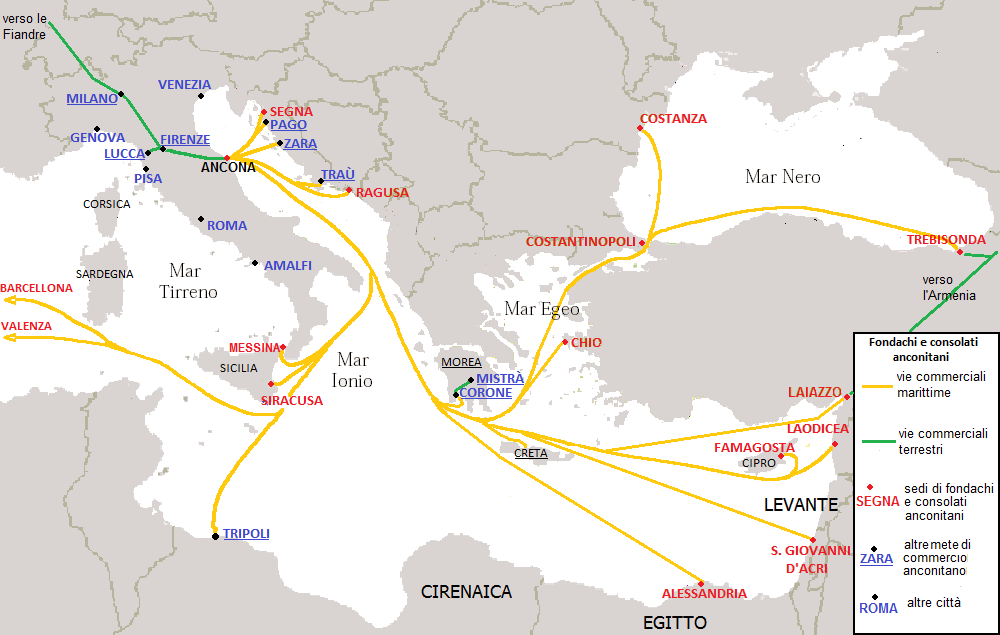
Resor av Ciriaco
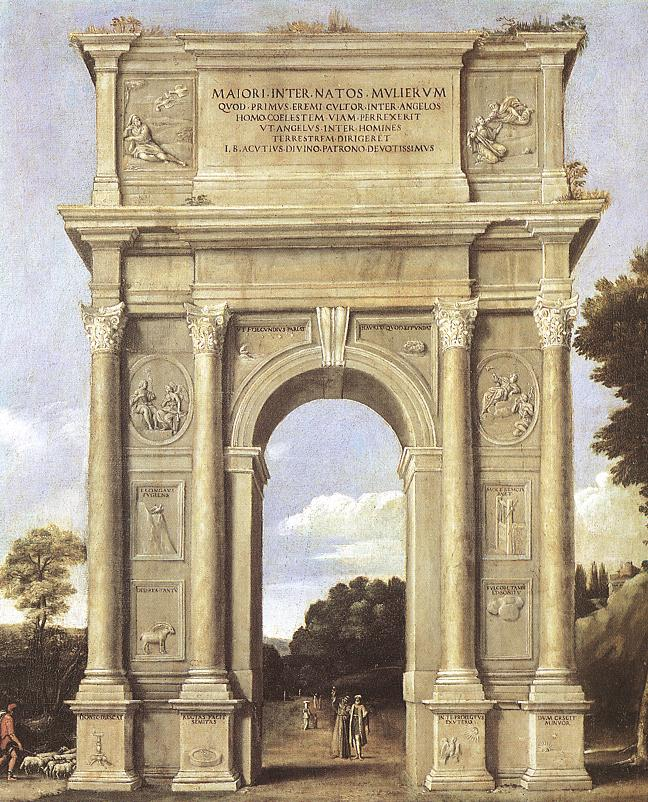
Arch av Trajanus, Ancona (Domenichino)
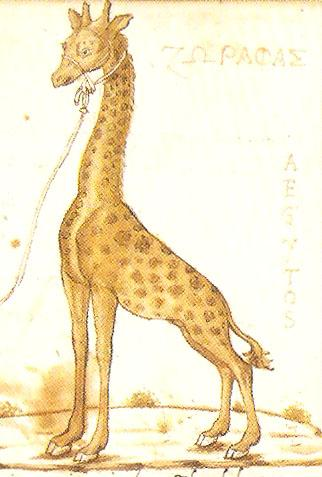
En giraff (teckning av Ciriaco)
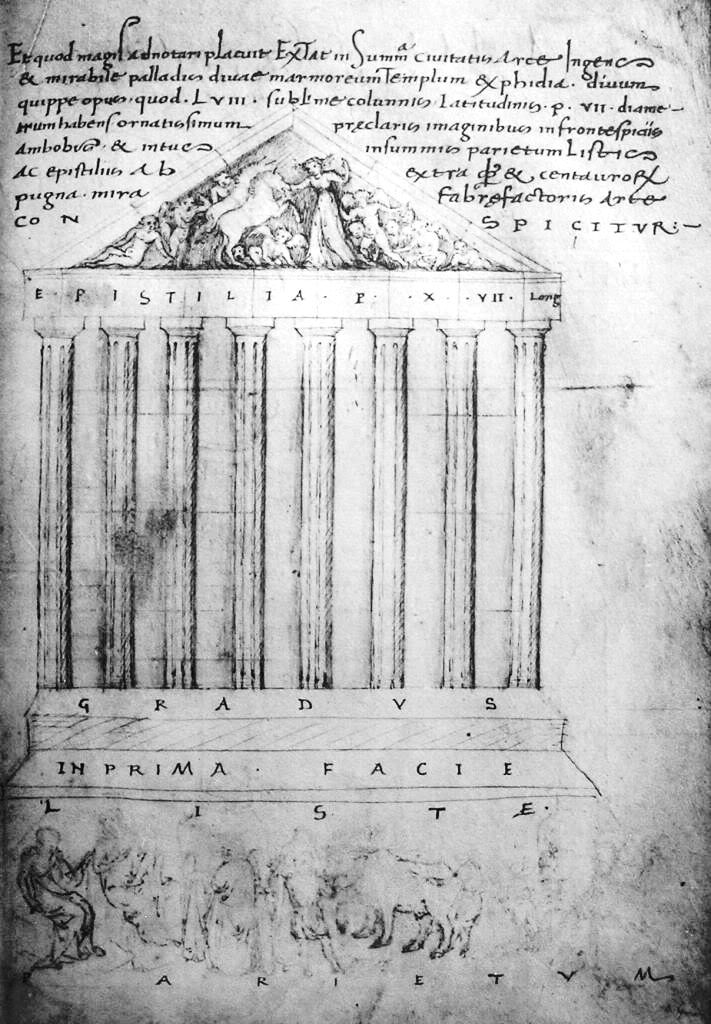
Parthenon, Aten (teckning av Ciriaco)
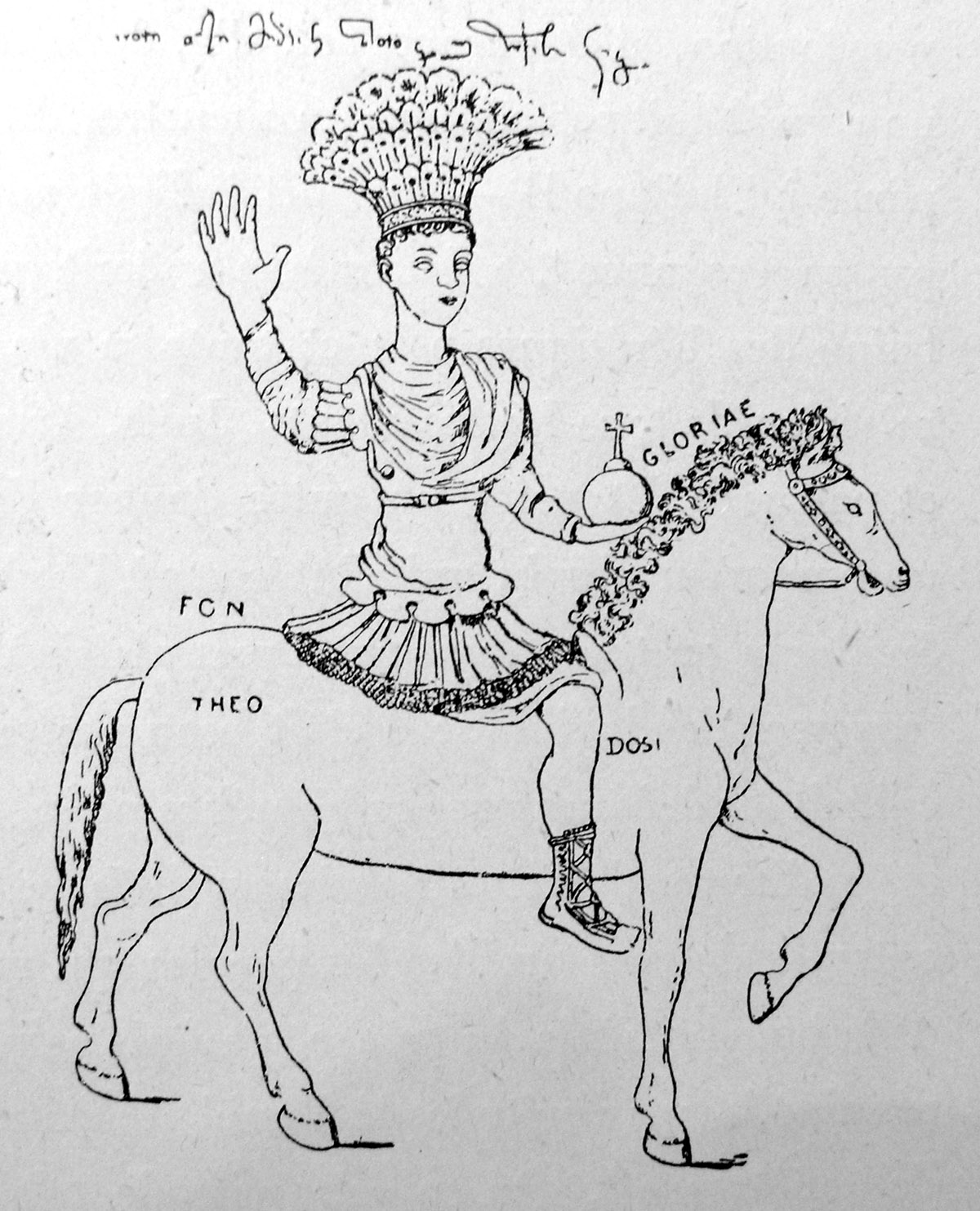
Statyn av Justinianus I, Konstantinopel (teckning av Ciriaco)